# Jaume Ferrer de Blanes
Jaume Ferrer de Blanes (Vidreres, 1445 – Blanes, 1523) è stato un politico, cosmografo e gemmologo spagnolo, attivo nella Corona d'Aragona.

## Biografia
Lavorò al servizio del re Ferdinando I di Napoli come tesoriere reale e nelle questioni di commercio marittimo, navigazione e cartografia fino al 1480, quando tornò in Catalogna e si stabilì a Blanes, da dove rimase legato alla Corona. Ha preso parte all'elaborazione di una nuova mappa delle terre e degli oceani dopo la scoperta dell'America, nonché al disegno delle delimitazioni stabilite nel Trattato di Tordesillas.